# IBM 4758
L'IBM 4758 è un coprocessore crittografico implementato su una scheda PCI e caratterizzato da un design ad alta sicurezza, a prova di intrusione.
I circuiti integrati dedicati alle operazioni crittografiche (CPU, memoria e RNG) sono infatti ospitati all'interno di un unico blocco di resina epossidica, protetto da una struttura metallica sigillata.
IBM fornisce due implementazioni per l'utilizzo della scheda:
- PKCS#11, versione 2.01, la quale permette la creazione e manipolazione di token crittografici;
- IBM CCA (Common Cryptographic Architecture), ideata per l'utilizzo in ambito finanziario.

Nel giugno 2005, la scheda 4758 è stata sostituita da un nuovo modello, la IBM 4764.